# NGC 827
NGC 827 este o galaxie spirală situată în constelația Balena. A fost descoperită în 7 noiembrie 1784 de către William Herschel. Se află la o distanță de 51,29 de megaparseci de Pământ.